# Envenenamento por cobalto
O envenenamento por cobalto é uma intoxicação causada pela existência de níveis excessivos de cobalto no corpo. Como um componente da Vitamina B12, em pequenas quantidades, o cobalto é um elemento essencial para a saúde dos animais. A deficiência em cobalto, muito rara, também é potencialmente letal, levando à anemia perniciosa.
A exposição ao pó de cobalto metálico é mais comum na fabricação do carboneto de tungstênio. Uma outra fonte é o desgaste de metal sobre metal de específicas próteses de quadril.
De acordo com a Agência Internacional de Pesquisa em Câncer (IARC), o cobalto metálico com carboneto de tungstênio é "provavelmente cancerígeno para humanos" (Agente IARC Grupo 2A), enquanto o cobalto metálico sem carboneto de tungstênio  é "possivelmente cancerígeno para os humanos" (Agente IARC Grupo 2B).

## Sais de Cobalto
O valor da LD50 para sais de cobalto solúveis foi estimado como entre 150 e 500 mg/kg. De tal forma, para uma pessoa com 100 kg o LD50 seria de cerca de 20 gramas.
Os sais solúveis de cobalto (II) são "possivelmente cancerígenos para humanos" (IARC Group 2B Agents).

## Cardiomiopatia dos bebedores de cerveja
Em agosto de 1965, uma pessoa se apresentou em um hospital na Cidade de Quebec com sintomas que sugeriam a contração de uma cardiomiopatia alcoólica. Nos oito meses seguintes, mais cinquenta casos com situações semelhantes apareceram na mesma área, sendo vinte deles fatais. Observou-se que todas as pessoas afetadas eram extremamente alcoólicas, consumidores principalmente de cerveja, com preferência na marca Dow. Trinta deles bebiam mais de 6 litros (12 copos) de cerveja diariamente. Estudos epidemiológicos descobriram que a Dow vinha adicionando Sulfato de cobalto à sua cerveja desde julho de 1965 em busca da estabilização de sua espuma e que a concentração adicionada na cervejaria da cidade de Quebec era dez vezes maior do que a da mesma cerveja produzida em Montreal, onde não havia nenhum caso relatado.

## Cobalto no Meio Ambiente
Plantas, animais e seres humanos podem ser afetados pelas altas concentrações de cobalto no meio ambiente. Para as plantas, a absorção e distribuição de cobalto são características inteiramente específicas de cada espécie.  Em algumas espécies de plantas, a superacumulação de cobalto pode resultar em uma deficiência de ferro. Isso, por sua vez, leva a planta a um crescimento deficiente, assim também como a perda de suas folhas, algo que em si acaba por diminuir a quantidade de oxigênio produzida pelas plantas durante a fotossíntese. Eventualmente, a deficiência levaria à morte da planta. Um exemplo de tal ocorrência foi percebido em um experimento envolvendo os efeitos do aumento da concentração de cobalto em pés de tomate. Conforme a dosagem de cobalto no solo ao redor das plantas se intensificava, também aumentava-se a taxa de necrose das folhas do tomateiro. Com o passar tempo, isso levou a planta à incapacidade de produzir frutos e, eventualmente, a planta morreu.